# دالاس أسكوبادو
دالاس أسكوبادو (بالإسبانية: Dallas Escobedo)‏ هي مدربة رياضية مكسيكية، ولدت في 12 أبريل 1992 في فينيكس في الولايات المتحدة.